# Pietro Sambi

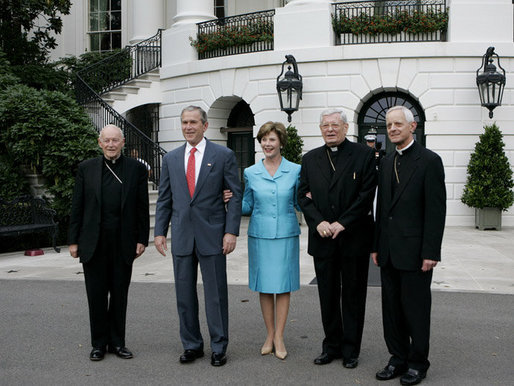
Apostolischer Nuntius Erzbischof Pietro Sambi (2. von rechts) bei US-Präsident George W. Bush

Pietro Sambi (* 27. Juni 1938 in Sogliano al Rubicone, Forlì-Cesena, Italien; † 27. Juli 2011 in Baltimore, USA) war ein italienischer Geistlicher, römisch-katholischer Erzbischof und Diplomat des Heiligen Stuhls.

## Leben
Pietro Sambi empfing am 14. März 1964 die Priesterweihe und promovierte anschließend zum Dr. theol. und zum Dr. iur. can. an der Päpstlichen Universität Gregoriana in Rom. 1969 trat er in den Diplomatischen Dienst des Heiligen Stuhls. Papst Paul VI. verlieh ihm am 27. Januar 1971 den Ehrentitel Kaplan Seiner Heiligkeit (Monsignore). Sambi war in Kamerun, Kuba (1974) und Algerien (1978) tätig, bevor er 1979 in der Apostolischen Nuntiatur in Nicaragua tätig wurde, dies in der Phase des Übergangs von Anastasio Somoza Debayle auf die sandinistische Regierung unter Daniel Ortega. 1978 wechselte er nach Belgien. Am 18. Juni 1982 verlieh ihm Papst Johannes Paul II. den Titel Ehrenprälat Seiner Heiligkeit. 1984 arbeitete er in der Apostolischen Nuntiatur in Indien.
Johannes Paul II. ernannte ihn am 10. Oktober 1985 zum Titularerzbischof von Bellicastrum und bestellte ihn zum Apostolischen Pro-Nuntius in Burundi. Die Bischofsweihe spendete ihm am 9. November 1985 Jozef Kardinal Tomko, Präfekt der Kongregation für die Evangelisierung der Völker; Mitkonsekratoren waren Erzbischof Cesare Zacchi, Präsident der Päpstlichen Diplomatenakademie, und Giovanni Locatelli, Bischof von Rimini.
Am 28. November 1991 wechselte er als Pro-Nuntius nach Indonesien. Am 6. Juni 1998 wurde Sambi Apostolischer Nuntius in Israel und Zypern sowie Apostolischer Delegat in Jerusalem und Palästina. Am 17. Dezember 2005 bestellte ihn Papst Benedikt XVI. zum ständigen Beobachter bei der Organisation Amerikanischer Staaten in Washington, D.C. und Nuntius in den Vereinigten Staaten.
Sambi war Conventual-Kaplan des Malteserordens in den USA.
Er starb nach einer Lungenoperation im Johns Hopkins Hospital in Baltimore und wurde am 2. August 2011 in seinem Heimatort, Sogliano al Rubicone, beigesetzt.

## Auszeichnungen
- 2009 – „Path of Peace Award“ der Holy Land Christian Ecumenical Foundation (HCEF).[4]